# محمدرضا شرفی خبوشان
محمدرضا شرفی خبوشان، (متولد ۱۳۵۷)، مدرس ادبیات فارسی، نویسنده و شاعر ایرانی است. وی برای رمان بی‌کتابی برندهٔ جایزه کتاب سال جمهوری اسلامی ایران در بخش ادبیات و نثر معاصر در دوره سی و پنجم شد.

## آثار

### مجموعه داستان
- بالای سر آب‌ها

### رمان
- بی‌کتابی
- عاشقی به سبک ونگوگ
- موهای تو خانه ماهی‌هاست (رمان نوجوان)
- یحیی و یاکریم (رمان نوجوان)

### شعر
- از واژه‌ها تهی
- طعم خوش واژه‌ها و یادداشت‌های بی‌اهمیت یک شاعر شهرنشین
- نامت را بگذار وسط این شعر

## جوایز
- کتاب سال جمهوری اسلامی ایران بابت بی‌کتابی
- کتاب سال دفاع مقدس بابت مجموعه داستان بالای سر آب‌ها
- کتاب سال دفاع مقدس بابت نامت را بگذار وسط این شعر (نامزد)
- جایزه جلال بابت بی‌کتابی[۲]
- جایزه بهترین اثر در بخش رمان نوجوان جشنواره داستان انقلاب بابت موهای تو خانه ماهی‌هاست
- شایسته تقدیر در جشنواره شهید غنی‌پور بابت رمان بی‌کتابی
- جایزه بهترین اثر در بخش رمان بزرگسال جشنواره داستان انقلاب بابت رمان روایت دلخواه پسری شبیه سمیر
- جایزه جلال بابت عاشقی به سبک ونگوگ[۳][۴] (نامزد)
- جایزه قلم زرین بابت نامت را بگذار وسط این شعر (نامزد)
- جایزه شهید حبیب غنی‌پور بابت عاشقی به سبک ونگوگ (نامزد)